# 伊波奈々
伊波 奈々 （いなみ なな、11月21日 - ）は、日本の元女性声優。アクセルワンに準所属していた。

## 経歴
アクセルゼロ3期生を経て、2015年4月1日付でアクセルワン準所属となる。2019年3月末に退所。
退所後も持ち役での活動を継続していたが、2021年3月30日、岡城役で出演していたゲーム『御城プロジェクト:RE〜CASTLE DEFENSE〜』のお知らせにて、伊波の廃業に伴うキャラクターボイス変更が発表された。

## 後任
伊波の引退に伴い、持ち役を引き継いだ声優は以下の通り。
| 後任     | 役名               | 作品                                      | 後任の初担当作品  |
| -------- | ------------------ | ----------------------------------------- | ----------------- |
| 七瀬彩夏 | マグエル・ディセン | 『クイズRPG 魔法使いと黒猫のウィズ』      | 2018年9月28日以降 |
| 梅澤めぐ | 岡城               | 『御城プロジェクト:RE〜CASTLE DEFENSE〜』 | 2021年4月6日以降  |
| 梅澤めぐ | 徳川家康           | 『放置少女〜百花繚乱の萌姫たち〜』        | 2025年2月21日以降 |

## 出演
太字はメインキャラクター。

### テレビアニメ
2016年
- うたの☆プリンスさまっ♪ マジLOVEレジェンドスター（通行人）

2017年
- 徒然チルドレン（七瀬薫）
- THE REFLECTION（女子高生2、OLアレン）
- DYNAMIC CHORD（女性スタッフ）

2018年
- HUGっと!プリキュア（カップル女性、赤ん坊、受験生、女子生徒、女性客 他）
- PERSONA5 the Animation（女子アナ）

### 劇場アニメ
- 劇場版 黒執事 Book of the Atlantic（2017年）

### OVA
- ビッグオーダー（2015年、女子生徒A）※コミックス第8巻 オリジナルアニメBD付き限定版

### ゲーム
2014年
- ドリームクラブ Gogo.（キョウ）

2015年
- 夏色ハイスクル★青春白書（鮎川冴子）

2016年
- SA7 SILENT ABILITY SEVEN（成瀬潤）
- 逆転オセロニア（アデル）
- クリスタル オブ リユニオン
- 白猫プロジェクト（バケコ・イワセ）
- 御城プロジェクト:RE〜CASTLE DEFENSE〜（岡城）

2017年
- 幻獣契約クリプトラクト（マレーネ、メイリン、ライラ）
- Song of Memories（若槻颯太）

2018年
- クイズRPG 魔法使いと黒猫のウィズ（マグエル・ディセン〈初代〉、ティアマギス）

2019年
- 放置少女〜百花繚乱の萌姫たち〜（雪女、徳川家康、辛憲英）

### ドラマCD
- ボクとアリスと世界のおわり〜IN WONDERLAND〜（2015年、ドードー[11]）

### 吹き替え
- シンプル・シモン（2015年、ヨンナ）